# Сергеј Бобровски
Сергеј Андрејевич Бобровски (рус. Серге́й Андре́евич Бобро́вский; 20. септембар 1988, Новокузњецк, Совјетски Савез) професионални је руски хокејаш на леду који игра на позицији голмана.
Тренутно игра за екипу Коламбус Блу Џакетси у Националној хокејашкој лиги (НХЛ) (од сезоне 2012/13).
Са сениорском репрезентацијом Русије освојио је титулу светског првака на СП 2014. у Минску. Једини је играч који игра на позицији голмана из Русије који је проглашен најбољим голманом регуларног дела првенства НХЛ лиге (у сезони 2012/13).

## Каријера
Прве хокејашке кораке Бобровски је начинио у школи хокеја клуба Металург из његовог родног града Новокузњецка. За сениорски тим Новокузњецка дебитовао је у сезони 2006/07, као 18-огодишњак, и за тај тим играо је до краја сезоне 2009/10. када му је и истекао уговор са клубом. 
Иако никада није учествовао на драфту НХЛ лиге, 6. маја 2010. потписао је трогодишњи уговор са екипом Филаделфија Флајерса. Иако је у дебитантској НХЛ сезони требало да игра као резервни голман у екипи Флајерса, због повреде првог голмана Бобровски је већ од прве утакмице заиграо у стартној постави. Бобровски је одлично ушао у сезону, те је у месецу новембру проглашен за најбољег дебитанта у лиги те сезоне. Од 54 утакмице колико је одиграо током регуларног дела сезоне 2010/11. Бобровски је изашао као победник из 28 сусрета. Међутим, већ наредне сезоне Флајерси су на место првог голмана довели Иљу Бризгалова, чиме је Бобровски и званично постао другим голманом. Како током сезоне 2011/12. није успевао да се избори за позицију стартног голмана Флајерса, средином лета 2012. прелази у редове Коламбус Блу Џакетса. Како је сезона 2012/13. у НХЛ почела локаутом, Бобровски је током јесењег дела те сезоне наступао у КХЛ лиги за екипу Санктпетербуршког СКА за који је одиграо 23 утакмице уз проценат одбрана од 93%.
По повратку у екипу из Коламбуса након окончања штрајка, Бобровски је наставио са одличним партијама које је пружао у СКА, те је на крају те сезоне добио награду Везина за најбољег голмана у лиги и тако постао једини руски играч са тим признањем у историји.

### Репрезентативна каријера
Први значајнији успех у националној селекцији Бобровски је остварио на светском првенству за играче до 20 година, на којем је освојио бронзану медаљу. 
Иако је био на ширем списку потенцијалних репрезентативаца за сениорско Светско првенство 2010, Бобровски ипак није заиграо на том турниру, а за најјачи тим Русије на великој сцени заиграо је тек на Зимским олимпијским играма 2014. у Сочију. Највећи успех у репрезентативној каријери остварио је три месеца после Сочија, на Светском првенству играном у Минску. Русија је на том турниру освојила титулу светског првака, а Бобровски је проглашен за најбољег голмана турнира.